# Jugar con fuego
Jugar con fuego is een Amerikaanse televisieserie, die geproduceerd werd door Telemundo International Studios en Globo voor Telemundo, gebaseerd op de Braziliaanse miniserie Amores Roubados uit 2014. De serie werd uitgezonden van 22 januari 2019 tot 4 februari 2019. Het verhaal speelt zich volledig af in de koffiedriehoek van Colombia. Op 23 januari 2019 werd bekend dat de serie ook door Netflix uitgezonden zou worden. 

## Verhaal
Fabrizio is een aantrekkelijke jonge man die een affaire heeft met de getrouwde vrouw Camila. Hij leert ook mevrouw Martina kennen, de vrouw van zijn baas Jorge. Martina is een stuk ouder, maar nog steeds aantrekkelijk. Fabrizio flirt met haar en zorgt ervoor dat zij verliefd wordt op hem, maar dan wordt hij zelf verliefd op haar dochter Andrea. Hij verbreekt de relatie met Camila en maakt aan Martina duidelijk dat hun verliefdheid een bevlieging was. 

## Rolverdeling
| Acteur                      | Personage           |
| --------------------------- | ------------------- |
| Jason Day                   | Fabrizio            |
| Margarita Rosa de Francisco | Martina             |
| Carlos Ponce                | Jorgo Jamarillo     |
| Gaby Espino                 | Camila              |
| Laura Perico                | Andrea Jamarillo    |
| Alejandro Aguilar           | Gildardo            |
| Tony Plana                  | Peter Miller        |
| Marcello Serraco            | Thiago              |
| Leticia Huijara             | Dolores             |
| Yuri Vargas                 | Maricarmen          |
| Juan David Restrepo         | Commandante Sánchez |